# IPhone OS 1
iPhone OS 1 é o primeiro grande lançamento do iOS, o sistema operacional móvel da Apple. O iPhone OS 1.1.5 é a mais recente e última versão do iPhone da Apple. Esta versão do iOS foi a primeira iteração do sistema operacional móvel centrado no toque. Nenhum nome oficial foi dado em seu lançamento inicial; A literatura de marketing da Apple simplesmente afirma que o iPhone roda uma versão do sistema operacional de desktop da Apple, o macOS, então conhecido como Mac OS X. Em 6 de março de 2008, com o lançamento do kit de desenvolvimento de software para iPhone (iPhone SDK), a Apple nomeou-o para iPhone OS (eles mais tarde passaram a renomear "iOS" em 7 de junho de 2010). Foi sucedido pelo iPhone OS 2 em 11 de julho de 2008.
A atualização do iPhone OS 1.1.3 custa US$ 19,95 para os usuários do iPod Touch.

## Apps
- Texto
- Calendário
- Fotos
- Câmera
- Youtube
- Bolsas
- Mapas
- Clima
- Relógio
- Calculadora
- Notas
- Configurações

### Dock
- Telemóvel
- Mail
- Safari
- iPod

## História

### Introdução e lançamento inicial
O iPhone OS 1 foi apresentado no discurso principal da Macworld Conference & Expo por Steve Jobs em 9 de janeiro de 2007, junto com o iPhone original. Na época, Jobs disse apenas que o iPhone rodava "OS X".
O iPhone OS 1.0 foi lançado, junto com o iPhone, em 29 de junho de 2007.

### Atulizações
| Versão | Data de lançamento | Notas |
| ------ | ------------------ | --- |
| 1.0    | June 29, 2007      | Lançamento |
| 1.0.1  | July 31, 2007      | Correções de bugs e mais segurança para o Safari |
| 1.0.2  | August 21, 2007    | Correções de bugs |
| 1.1    | September 14, 2007 | Lançamento para iPod touch. |
| 1.1.1  | September 27, 2007 | Adiciona a iTunes Store para comprar músicas, filmes e toques; correção de segurança. |
| 1.1.2  | November 12, 2007  | Correções de bugs |
| 1.1.3  | January 15, 2008   | Novos recursos, incluindo: - suporte para reorganizar ícones na tela inicial; - suporte para criação de Web Clips de sites; - a capacidade de reproduzir filmes baixados para um Mac ou PC da loja iTunes; - suporte para envio de mensagens de texto para um grupo; - aprimoramentos para mapas; - correções de segurança |
| 1.1.4  | February 26, 2008  | Correções de bugs |
| 1.1.5  | July 15, 2008      | iPod touch |

## Dispositivos
- iPhone (1ª geração)
- iPod touch